# Cochliolepis holmesii
Cochliolepis holmesii är en snäckart som först beskrevs av Dall 1889.  Cochliolepis holmesii ingår i släktet Cochliolepis och familjen Vitrinellidae. Inga underarter finns listade i Catalogue of Life.